# Clubiona helenae
Clubiona helenae är en spindelart som beskrevs av Mikhailov 2003. Clubiona helenae ingår i släktet Clubiona och familjen säckspindlar. Inga underarter finns listade i Catalogue of Life.